# 16.ª edición de los Premios Grammy
La 16.ª edición de los Premios Grammy se celebró el 2 de marzo de 1974 en el Hollywood Palladium de Los Ángeles, en reconocimiento a los logros discográficos alcanzados por los artistas musicales durante el año anterior. El evento fue presentado por Andy Williams y fue televisado en directo en Estados Unidos por CBS.

## Ganadores

### Generales
- Grabación del año
  - Joel Dorn (productor); Roberta Flack (intérprete) por "Killing Me Softly with His Song"
- Álbum del año
  - Stevie Wonder (productor e intérprete) por Innervisions
- Canción del año
  - Charles Fox & Norman Gimbel (compositores); Roberta Flack (intérprete) por "Killing Me Softly with His Song"
- Mejor artista novel
  - Bette Midler

### Clásica
- Mejor interpretación clásica - Orquesta
  - Pierre Boulez (director) & New York Philharmonic por Bartók: Concerto for Orchestra
- Mejor interpretación vocal solista
  - Edward Downes (director), Leontyne Price & New Philharmonia Orchestra por Puccini: Heroines
- Mejor grabación de ópera
  - Tom Mowrey (productor), Leonard Bernstein (director), Marilyn Horne, Tom Krause, Adriana Maliponte, James McCracken & Metropolitan Opera Orchestra & Chorus por Bizet: Carmen
- Mejor interpretación coral (que no sea ópera)
  - André Previn (director), Arthur Oldham (director de coro) & Sinfónica de Londres por Walton: Belshazzar's Feast
- Mejor interpretación clásica - Solista o solistas instrumentales (con orquesta)
  - Georg Solti (director), Vladimir Ashkenazy & Chicago Symphony Orchestra por Beethoven: Concerti (5) for Piano and Orchestra
- Mejor interpretación clásica - Solista o solistas instrumentales (sin orquesta)
  - Vladimir Horowitz por Horowitz Plays Scriabin
- Mejor interpretación de música de cámara
  - Gunther Schuller (director) & New England Conservatory Ragtime Ensemble por Joplin: The Red Back Book
- Álbum del año - Clásica
  - Thomas Z. Shepard (productor), Pierre Boulez (director) & New York Philharmonic por Bartók: Concerto for orchestra

### Comedia
- Mejor interpretación de comedia
  - Cheech and Chong por Los Cochinos

### Composición y arreglos
- Mejor tema instrumental
  - Gato Barbieri (compositor); varios artistas (intérpretes) por "Last Tango in Paris"
- Mejor banda sonora original de película o especial de televisión
  - Neil Diamond (compositor); varios artistas (intérpretes) por Jonathan Livingston Seagull
- Mejor arreglo instrumental
  - Quincy Jones (arreglista) por "Summer in the City"
- Mejor arreglo de acompañamiento para vocalista(s)
  - George Martin (arreglista); Paul McCartney & Wings (intérpretes) por "Live and Let Die"

### Country
- Mejor interpretación vocal country, femenina
  - Olivia Newton-John por "Let Me Be There"
- Mejor interpretación vocal country, masculina
  - Charlie Rich por "Behind Closed Doors"
- Mejor interpretación country, dúo o grupo - vocal o instrumental
  - Rita Coolidge & Kris Kristofferson por "From the Bottle to the Bottom"
- Mejor interpretación instrumental country
  - Steve Mandell & Eric Weissberg por "Dueling Banjos"
- Mejor canción country
  - Kenny O'Dell (compositor); Charlie Rich (intérprete) por "Behind Closed Doors"

### Espectáculo musical
- Mejor álbum de espectáculo con reparto original
  - Stephen Sondheim (compositor), Goddard Lieberson (productor) & el reparto original (Glynis Johns, Len Cariou, Hermoine Gingold, Victoria Mallory, Patricia Elliott & Teri Ralston) por A Little Night Music

### Folk
- Mejor grabación étnica o tradicional
  - Doc Watson por Then and Now

### Gospel
- Mejor interpretación gospel (que no sea gospel soul)
  - The Blackwood Brothers por Release Me (From My Sin)
- Mejor interpretación gospel soul
  - Dixie Hummingbirds por "Loves Me Like a Rock"
- Mejor interpretación inspiracional
  - Bill Gaither Trio por Let's Just Praise the Lord

### Hablado
- Mejor grabación hablada
  - Richard Harris por Jonathan Livingston Seagull

### Infantil
- Mejor grabación para niños
  - Joe Raposo (productor); el reparto de Sesame Street (intérpretes) por Sesame Street Live

### Jazz
- Mejor interpretación jazz de solista
  - Art Tatum por God Is in the House
- Mejor interpretación jazz de grupo
  - Supersax por Supersax Plays Bird
- Mejor interpretación jazz de big band
  - Woody Herman por Giant Steps